# Campionato europeo di football americano 1989
Il campionato europeo di football americano 1989 (in lingua inglese 1989 American Football European Championship), è la quarta edizione del campionato europeo di football americano per squadre nazionali maggiori maschili organizzato dalla EFL. È stato disputato in Germania Ovest tra il 21 e il 27 agosto 1989.
La finale avrebbe dovuto essere giocata ad Amburgo, ma una pioggia torrenziale rese impraticabile il campo e l'incontro si tenne a Bielefeld.

## Stadi
Distribuzione degli stadi del campionato europeo di football americano 1989
| Bremerhaven                                    | Heilbronn            |
| ---------------------------------------------- | -------------------- |
|                                                |                      |
| 53°33′00″N 8°35′00″E                           | 49°09′00″N 9°13′00″E |
| Capacità:                                      | Capacità:            |
| Altitudine:                                    | Altitudine:          |
|                                                |                      |
| Bremerhaven Heilbronn Recklinghausen Bielefeld |                      |
| Recklinghausen                                 | Bielefeld            |
|                                                |                      |
| 51°37′00″N 7°12′00″E                           | 52°01′00″N 8°31′00″E |
| Capacità:                                      | Capacità:            |
| Altitudine:                                    | Altitudine:          |
|                                                |                      |

## Squadre partecipanti
| Pr. | Squadra        | Data di qualificazione | Qualificata in quanto                                                                       | Ultima partecipazione |
| --- | -------------- | ---------------------- | ------------------------------------------------------------------------------------------- | --------------------- |
| 1   | Finlandia      |                        | Vincitrice dello spareggio con la Norvegia (che aveva in precedenza eliminato la Svezia)    | Finlandia 1987        |
| 2   | Italia         |                        | Prima classificata all'Europeo 1987                                                         | Finlandia 1987        |
| 3   | Gran Bretagna  |                        | Vincitrice dello spareggio con la Francia (che aveva in precedenza eliminato i Paesi Bassi) | Finlandia 1987        |
| 4   | Germania Ovest |                        | Paese organizzatore                                                                         | Finlandia 1987        |

## Tabellone
|  | Semifinali     | Semifinali     | Semifinali    |               |           | Finale               | Finale               | Finale               |  |
|  |                |                |               |               |           |                      |                      |                      |  |
|  | Finlandia      | Finlandia      | 14            |               |           |                      |                      |                      |  |
|  | Finlandia      | Finlandia      | 14            |               |           |                      |                      |                      |  |
|  | Italia         | Italia         | 7             |               |           |                      |                      |                      |  |
|  | Italia         | Italia         | 7             |               | Finlandia | Finlandia            | 0                    |                      |  |
|  |                |                |               |               | Finlandia | Finlandia            | 0                    |                      |  |
|  |                |                | Gran Bretagna | Gran Bretagna | 26        |                      |                      |                      |  |
|  | Germania Ovest | Germania Ovest | Gran Bretagna | Gran Bretagna | 26        | 6                    |                      |                      |  |
|  | Germania Ovest | Germania Ovest |               |               |           | 6                    |                      |                      |  |
|  | Gran Bretagna  | Gran Bretagna  | 38            |               |           | Finale 3º - 4º posto | Finale 3º - 4º posto | Finale 3º - 4º posto |  |
|  | Gran Bretagna  | Gran Bretagna  | 38            |               |           |                      |                      |                      |  |
|  |                |                |               |               |           |                      |                      |                      |  |
|  |                |                |               |               |           | Italia               | Italia               | 9                    |  |
|  |                |                |               |               |           | Italia               | Italia               | 9                    |  |
|  |                |                |               |               |           | Germania Ovest       | Germania Ovest       | 29                   |  |

## Risultati

### Semifinali
| Heilbronn 21 agosto 1989 | Germania Ovest | 38 – 6 | Gran Bretagna | (12000 spett.) |

| Bremerhaven 23 agosto 1989 | Finlandia | 14 – 7 | Italia |  |

### Finale 3º - 4º posto
| Recklinghausen 1989 | Germania Ovest | 29 – 9 | Italia |  |

### Finale
| Bielefeld 27 agosto 1989 | Finlandia | 0 – 26 | Gran Bretagna |  |

## Campione
| Campione d'Europa 1989 Gran Bretagna (1º titolo) |